# I Want to Break Free
I Want to Break Free ist ein Lied der britischen Rockband Queen, das von dem Bassisten der Band, John Deacon, geschrieben wurde und auf dem Album The Works erschien. Das Stück wurde am 2. April 1984 als zweite Single des Albums veröffentlicht.
Das Lied wurde vor allem durch sein Musikvideo bekannt, worin alle Bandmitglieder in Frauenkleidern auftraten, ein Konzept von Roger Taylor, welches die langjährige ITV Soap Coronation Street parodierte. Der zweite Teil des Videos enthält eine Aufführung, die mit dem Royal Ballet zusammen einstudiert und aufgeführt und von Wayne Eagling choreographiert wurde.

## Aufnahme
Produziert wurde das in E-Dur komponierte I Want to Break Free von Queen und Mack. Gastmusiker Fred Mandel spielte Synthesizer. Wie bei zahlreichen anderen Kompositionen Deacons ist als Sänger Freddie Mercury zu hören.

## Veröffentlichungen
Von Queen erschienen 1984 drei verschiedene Studiofassungen des Lieds. Die Version auf The Works (Länge ca. 3:20) ist circa eine Minute kürzer als der Single-Remix (ca. 4:20), der auch auf Queens Kompilationen Greatest Hits II (1991) und Absolute Greatest (2009) enthalten ist. Der auf der 12″-Maxi-Single von I Want to Break Free veröffentlichte „Extended Mix“ (ca. 7:15) beinhaltet im Schlussteil kurze Ausschnitte aus sämtlichen acht weiteren Liedern aus The Works. Diese Fassung erschien auch als Bonustrack der von Hollywood Records 1991 in Nordamerika veröffentlichten CD-Ausgabe des Albums.

## Musikvideo
Wie bei Queens vorangegangener Single Radio Ga Ga führte David Mallet beim Video für I Want to Break Free erneut Regie. Der Videoclip parodiert die britische Fernsehserie Coronation Street. In einigen Szenen sind die Bandmitglieder in Frauenkleidern zu sehen. Darüber hinaus zeigt das Video Ballettszenen, die von Freddie Mercury, der für diese Szenen seinen Schnurrbart abrasiert hatte, gemeinsam mit dem Royal Ballet aufgeführt wurden. Hierbei ist Mercurys Kostüm offenbar von L’Après-midi d’un faune inspiriert. 
Der amerikanische Fernsehsender MTV boykottierte das Video ursprünglich, der Schwesterkanal VH1 sendete es erstmals 1991.
Die Prinzen stellten das Musikvideo in Teilen in ihrem Video zu Alles nur geklaut nach.

## Kommerzieller Erfolg

### Chartplatzierungen
Das Lied erreichte in Belgien, Finnland, Niederlande und Österreich Platz 1, in Großbritannien Platz 3 und in Deutschland Platz 4 der Charts.
| ChartsChartplatzierungen       | Höchstplatzierung | Wochen/ Monate |
| ------------------------------ | ----------------- | -------------- |
| Deutschland (GfK)              | 4 (20 Wo.)        | 20 Wo.         |
| Österreich (Ö3)                | 1 (3½ Mt.)        | 3½ Mt.         |
| Schweiz (IFPI)                 | 2 (16 Wo.)        | 16 Wo.         |
| Vereinigte Staaten (Billboard) | 45 (8 Wo.)        | 8 Wo.          |
| Vereinigtes Königreich (OCC)   | 3 (15 Wo.)        | 15 Wo.         |

| ChartsJahrescharts (1984) | Platzierung |
| ------------------------- | ----------- |
| Deutschland (GfK)         | 32          |
| Österreich (Ö3)           | 4           |
| Schweiz (IFPI)            | 7           |

### Auszeichnungen für Musikverkäufe
| Land/Region                  | Auszeichnungen für Musikverkäufe (Land/Region, Auszeichnung, Verkäufe) | Verkäufe  |
| ---------------------------- | ---------------------------------------------------------------------- | --------- |
| Brasilien (PMB)              | 2× Platin                                                              | 120.000   |
| Dänemark (IFPI)              | Platin                                                                 | 90.000    |
| Deutschland (BVMI)           | Platin                                                                 | 500.000   |
| Italien (FIMI)               | 2× Platin                                                              | 200.000   |
| Neuseeland (RMNZ)            | 3× Platin                                                              | 90.000    |
| Spanien (Promusicae)         | 3× Platin                                                              | 180.000   |
| Vereinigte Staaten (RIAA)    | Platin                                                                 | 1.000.000 |
| Vereinigtes Königreich (BPI) | 2× Platin                                                              | 1.200.000 |
| Insgesamt                    | 15× Platin ·                                                           | 3.380.000 |

Hauptartikel: Queen (Band)/Auszeichnungen für Musikverkäufe

## Coverversionen
- 1992: Lisa Stansfield & Queen (live beim Freddie Mercury Tribute Concert)
- 1992: Royal Philharmonic Orchestra
- 1996: Original Deutschmacher („Ich möcht’ umsonst brechen“; Album Endlich verständlich)
- 1996: Masterboy (Compilation-Album Queen – Dance Traxx I)
- 1996: Ketama („Como librarme de ti“, spanische Version; Compilation-Album Tributo a Queen – Los Grandes del Rock en Español)
- 2001: Out of Phase
- 2001: Emmerson Nogueira (Album Versão Acústica)
- 2002: San Francisco Gay Men’s Chorus (Live-Album SFGMC Does Queen)
- 2006: Wolke („Ich will mich befreien“; erschienen 2006 auf dem Album Möbelstück und 2007 auf der EP Ich will mich befreien)
- 2006: Dewa 19 (Album Republik Cinta)
- 2008: Sunshiners (Album Welkam Bak Long Vanuatu)
- 2009: The Cab (EP The Lady Luck)